# Elisabeth Järnefelt

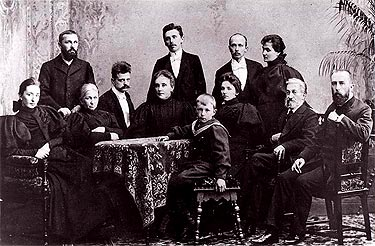
La familia Järnefelt con el compositor Jean Sibelius
De pie: Arvid, Armas, Eero y su esposa Saimi.
Sentados: Aino Sibelius, Elisabeth, Jean Sibelius, Emmy (esposa de Arvid) y Eero (hijo de Arvid), Elli, Mikael Clodt von Jürgensburg (hermano de Elisabeth) y Kasper.
Esta foto fue tomada después del fallecimiento de August Alexander Järnefelt en 1896.

Elisabeth Järnefelt nacida Clodt von Jürgensburg (11 de enero de 1839 en San Petersburgo, Imperio ruso – 3 de febrero de 1929 en Helsinki, Finlandia) fue una salonista finlandesa, conocida como «la madre del arte y cultura finlandeses».

## Biografía
Sus padres fueron el general y grabador de madera Konstantin Karlovitj Clodt von Jürgensburg y Catharina Vigné. Fue educada primero en una escuela de niñas y luego en casa, y se crio en San Petersburgo en Rusia.
Isabel se casó con August Aleksander Järnefelt el 22 de diciembre de 1857 en San Petersburgo, y se instaló con él en Helsinki, Finlandia. Sus hijos fueron Kasper, Arvid, Erik, Ellida, Elena, Armas, Aino, Hilja y Sigrid. Armas, Arvid y Erik fueron famosas figuras de la cultura finlandesa. Aino Järnefelt se casó con el compositor Jean Sibelius. Elisabeth Järnefelt también era amiga de la escritora Juhani Aho.
Su matrimonio fue desgraciado. Después del nacimiento de su último hijo, su esposo decidió vivir en la castidad: descrito como un estricto patriarca a quien no le gustaba gastar dinero, y Elisabeth Järnefelt se veía obligada a pedir a familiares y amigos préstamos para gestionar la economía doméstica porque se negó a darle dinero suficiente. Finalmente, la pareja pasó lo máximo posible lejos el uno del otro: desde 1876 en adelante, se comunicaron sólo a través de mensajes entregados por sus hijos. Ambos, sin embargo, siguieron teniendo una buena relación con sus hijos a pesar de sus desavenencias personales. Es posible que ella tuviera un romance con Johannes Brofeldt (también llamado Juhani Aho) en la década de 1880, pero nunca se confirmó.
Elisabeth Järnefelt se convirtió en una figura central de la cultura finlandesa como anfitriona de un salón literario en Helsinki, conocido como "Järnefelts skola" (Escuela Järnefelt), centrada alrededor de la literatura escandinava, finlandesa y rusa. También fue un centro de discusión sobre política, religión y la igualdad. Cuando sus hijos estaban en la universidad, en su salón se convirtió en un centro del movimiento Fennoman del nacionalismo finlandés, con el nombre de asociación K. P. T. o "koko programmi toimeen", cuyo objetivo era introducir el idioma finés en una Finlandia rusificada, en la que el idioma sueco era predominante en las clases altas. El "Elisabeths krets" (Círculo Elisabeth), como también fue denominado, es considerado como el punto de partida del realismo moderno y la cuna de los primeros escritores en lengua finesa. Era un seguidor del movimiento tolstoyano, probablemente la primera en Finlandia. Ella cerró el salón cuando su cónyuge se mudó a Vasa a finales de la década de 1880.
Después de la muerte de su esposo en 1896, compró su propia granja, Vieremä, donde vivió hasta que se trasladó con su hijo viudo Kasper en 1906, con quien vivió el resto de su vida. Ella vivía de la pensión otorgada por la Rusia zarista, ya que su difunto cónyuge fue un general ruso, pero la perdió después de la revolución rusa de 1917, y pasó sus últimos años en la estrechez económica.